# Glaucopsyche mittergergeri
Glaucopsyche mittergergeri är en fjärilsart som beskrevs av Hermann Stauder 1915. Glaucopsyche mittergergeri ingår i släktet Glaucopsyche och familjen juvelvingar. Inga underarter finns listade i Catalogue of Life.